# 兵務局 (ドイツ陸軍)
兵務局（へいむきょく、独: Truppenamt、英: Troop Office）は、第一次世界大戦に敗れ、ヴェルサイユ条約を受け入れて軍備を10万人に制限され、参謀本部の保有を禁止されたドイツ軍が設けた、旧・プロイセン参謀本部の偽装名称である。「部隊局」と訳されることもある。
1935年のヴェルサイユ条約破棄・再軍備宣言と共に「参謀本部」の名称に戻された。

## 概要
第一次世界大戦後、ヴェルサイユ条約では、戦後のドイツ軍の最大兵力は10万人で、そのうち将校は4000人に限られると規定されていた。第160条はこう定めている。
1919年後半、条約が調印されるとすぐに、ドイツ代表団に付属する軍事専門家グループの長であるハンス・フォン・ゼークト少将が、ドイツのドクトリンを再考し書き直すとともに、ヴェルサイユ条約に準拠した陸軍の再編成を行う計画を立ち上げた。10月1日、彼は国軍省内に新設された兵務局の局長に就任した。1920年、フォン・ゼークトがヴァルター・ラインハルトの後任として陸軍司令部長官（Chef der Heeresleitung）に就任すると、兵務局は新しい軍隊をゼロから再建することに拡大された。
1919年に旧ドイツ参謀本部が解散されると、参謀本部の作戦課は「兵務局」となり、他の課は内務省帝国史料館、測量地図課は内務省測量局、交通課は運輸省に移管されることになった。経済部門と政治部門は陸軍軍令部長の直轄となった。こうして参謀本部の核となるのは、新たに設置された4つの兵務局のセクションとなった。
- T1…陸軍部門（運用と計画）、陸上防衛部（Abteilung Landesverteidigung）とも呼ばれた
- T2…組織部門
- T3…統計部門（他国軍の調査研究）
- T4…訓練部門

ゼークトは当時、「形は変わっても精神は変わらない」と述べている。
新しい陸軍最高司令部では、兵務局と並んで、兵器局や支局の監察部門がいた。この3つの組織は非常に緊密な関係にあり、この3つの組織の間で資材、教義、訓練が決定された。1920年代初頭には、兵務局にはT7という輸送部門があった（T5やT6は最後まで存在しなかった）。これら3つの組織を合わせて200人の将校がいたが、そのほとんどが元参謀で、帝国軍再建を指導するための効率的で実践的な組織を形成していた。
兵務局のほかにも、各集団（陸軍司令部直轄、当初2個）と各師団司令部（10個）それぞれに幕僚組織が設けられ、各防衛管区（Wehrkreise）の指揮官助手教育（Führergehilfenausbildung）で養成された指揮官幕僚将校（Führerstaboffiziere）が勤務した。
T4部では早くも1923年に、保有が禁じられていたはずの戦車の運用や作戦について、教範が制定されている。同様に、T1部・T2部とも、自動車化部隊の運用や戦車の開発について、実用化のための研究、準備を重ねていた。また、同じく保有が禁じられていたはずの航空機に関しても、兵務局防空事務所は1926年5月に『空における戦争の作戦実行のための指示』という指示書を発刊し、将来の「ドイツ空軍」創建に向けた方向性を示している。